# Michael MacNeil
Pour les articles homonymes, voir MacNeil.
Michael MacNeil, dit Mick (né le 20 juillet 1958 à Barra, Écosse), a été compositeur et claviériste pour Simple Minds de 1978 à 1990.

## Biographie
Pour des raisons de santé, familiales et d'incompatibilité de projet avec les autres membres fondateurs (Kerr, Burchill), il quitte le groupe après la tournée mondiale Street Fighting Years et ne s'implique pas du tout dans l'album Real Life sorti en 1991. L'absence du claviériste, compositeur d'un des solos qui ont fait le succès du groupe, s'entend et se remarque : Le groupe n'a jamais réussi à retrouver sa grande notoriété après son départ. Il n'a en outre jamais été officiellement remplacé, ce dont Jim Kerr témoigne sur le site officiel du groupe. Burchill prit place aux claviers pour les enregistrements ; trois claviéristes se sont succédé pour les tournées et certaines sessions d'enregistrement.
Bien que depuis ce temps le lien soit rétabli avec ses anciens collaborateurs, Michael MacNeil ne revint jamais au sein de la formation, sinon lors de rares apparitions ou événements spéciaux qui réunissent la formation originale. En 1997, Michael MacNeil a sorti People, Places, Things, opus instrumental sous son propre label, Mixrecords.
Il est maintenant claviériste pour le groupe Fourgoodmen aux côtés de Derek Forbes, autre ancien membre du groupe Simple Minds.